# 移剌元臣
移剌 元臣（いらつ げんしん、? - 1293年）は、モンゴル帝国に仕えた契丹人の一人。

## 概要
移剌元臣は最初期にモンゴル帝国に降った移剌捏児の子の移剌買奴の息子であった。
元臣は父同様に16歳にして宿衛（ケシクテイ）に入ったが、応対に優れていたため、クビライは丞相のコルコスンに「この勲臣の子は非凡な器である」と述べたという。 そこで、元臣はケシクテイのビチクチに任命され、父の地位を継いでミンガン（千人隊）を率いた。南宋侵攻が始まると元臣は淮西方面軍に属し、瓜洲・通州・泰州の攻略に功績を挙げた。
1275年（至元12年）にはバヤン軍に属し、武義将軍・中衛親軍総管の地位を得た。1277年（至元14年）、シリギの乱に呼応して応昌で叛乱を起こしたジルワダイ討伐に派遣され、ジルワダイ軍の撃破およびジルワダイの捕縛に功績を挙げた。その後、ジルワダイによって捕らわれたの身となっていた魯国公主は元臣に応昌に留まるよう要望したため、元臣は1年間応昌に滞在した。一時京師に召還されて明威将軍・後衛親軍副都指揮使に任じられた後も応昌への駐屯を続け、その間昭勇大将軍に昇格となった。
1285年（至元22年）には昭毅大将軍・同僉江淮行枢密院事となり、行枢密院事が廃止となると高州に帰った。ナヤンの乱が勃発した際には元臣は僅か50の兵を率いて先鋒を務めることを申し出たという。1291年（至元28年）には僉湖広行枢密院に移り、渓洞の施州・容州らの蛮の叛乱を平定した、その後1293年（至元30年）に在職中に亡くなった。